# Kāz̧emī-ye Yek (ort i Iran)
Kāz̧emī-ye Yek (persiska: کاظمی یک, Kāz̧emī) är en ort i Iran.   Den ligger i provinsen Khuzestan, i den västra delen av landet, 600 km sydväst om huvudstaden Teheran. Kāz̧emī-ye Yek ligger 13 meter över havet och antalet invånare är 498.
Terrängen runt Kāz̧emī-ye Yek är mycket platt.Runt Kāz̧emī-ye Yek är det ganska tätbefolkat, med 144 invånare per kvadratkilometer. Närmaste större samhälle är Qajarīyeh-ye Yek, 2,8 km norr om Kāz̧emī-ye Yek. Omgivningarna runt Kāz̧emī-ye Yek är i huvudsak ett öppet busklandskap.